# Ministre général (Franciscain)
 (juin 2025).
Si vous disposez d'ouvrages ou d'articles de référence ou si vous connaissez des sites web de qualité traitant du thème abordé ici, merci de compléter l'article en donnant les références utiles à sa vérifiabilité et en les liant à la section « Notes et références ».
Ministre général est un titre réservé au chef ou au supérieur général des différentes branches de l'Ordre des Frères mineurs. Il s'agit d'un titre exclusivement dédié à l'Ordre et inventé par saint François d'Assise.

## Terminologie
François d'Assise préféra le mot "ministre" à "supérieur" de sa perception que les frères de l'Ordre étaient tous égaux, et que la responsabilité d'un moine sur ses frères était d'être leur serviteur ("ministre"), se souciant d'eux (ministère), non d'en être leur maître[réf. souhaitée]. Le terme vient du latin minister generalis, que l'on retrouve dans le huitième chapitre de la Règle de saint François. Tout au long de son existence, François employa activement le terme "ministre" afin de faire référence aux chefs des diverses congrégations religieuses se répandant à travers l'Europe. 

## Désignation
Le ministre général est élu par le chapitre général pour une durée de six ans.

## Tiers-Ordre
Au XXe siècle, le terme est également utilisé par de nombreuses congrégations religieuses du Tiers-Ordre franciscain, dans l'objectif de suivre de plus près l'esprit du fondateur de leur Ordre.

## Voir également
- Liste des ministres généraux des franciscains